# Herbert Crowther
Herbert Crowther (28 de outubro de 1882 — 13 de outubro de 1916) foi um ciclista britânico. Conquistou duas medalhas de prata nos Jogos Olímpicos Intercalados de 1906 e competiu em uma prova nos  Jogos Olímpicos de 1908.